# 因杜倫斯冰川
因杜倫斯冰川是南極洲的冰川，位於南設得蘭群島的象島南岸，處於埃爾德山以北，由英國南極名稱諮詢委員會命名，該冰川現時由南極條約體系管理。
61°10′S 55°8′W / 61.167°S 55.133°W